# Josef Bramer

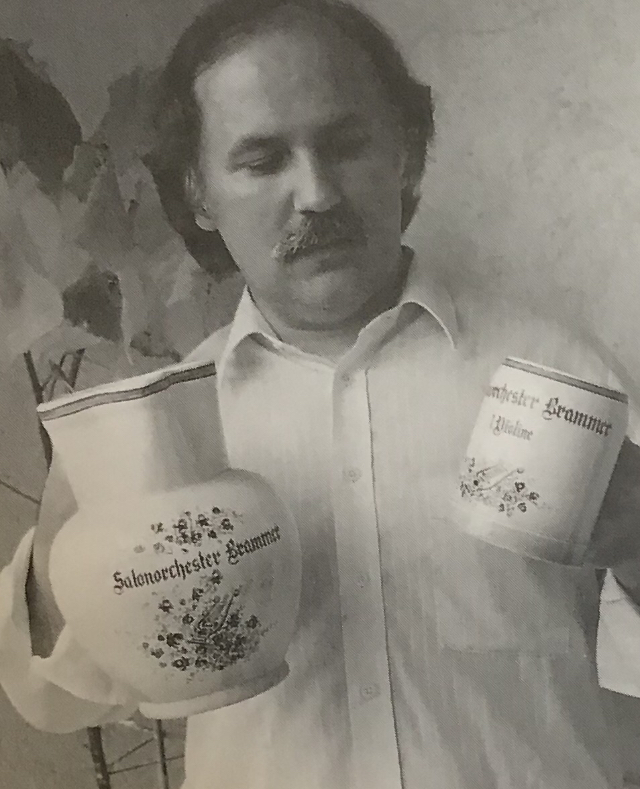
Salonorchester Brammer Krüge der Tonindustrie Scheibbs von Vater und Onkel von Josef Bramer

Josef Bramer (* 11. Juli 1948 in Wien) ist ein österreichischer Maler.

## Leben
Bramer wurde in Wien geboren, ging aber in Scheibbs zur Schule, wo er heute noch einen Wohnsitz hat. Bramers Familie lebte in den 1920ern schon in Scheibbs, damals noch unter dem Namen „Brammer“. Bramer lebt aber schon länger in Wien. Er absolvierte die Höhere Graphische Bundes-Lehr- und Versuchsanstalt und danach die Akademie der bildenden Künste Wien. 1971 erhielt er als Absolvent der Meisterklasse Rudolf Hausner den Meisterschulpreis. In seiner Klasse waren u. a. auch Manfred Deix und Gottfried Helnwein.
In den darauf folgenden Jahren präsentierte er sein Werk auf zahlreichen Ausstellungen im In- und Ausland.

## Werk

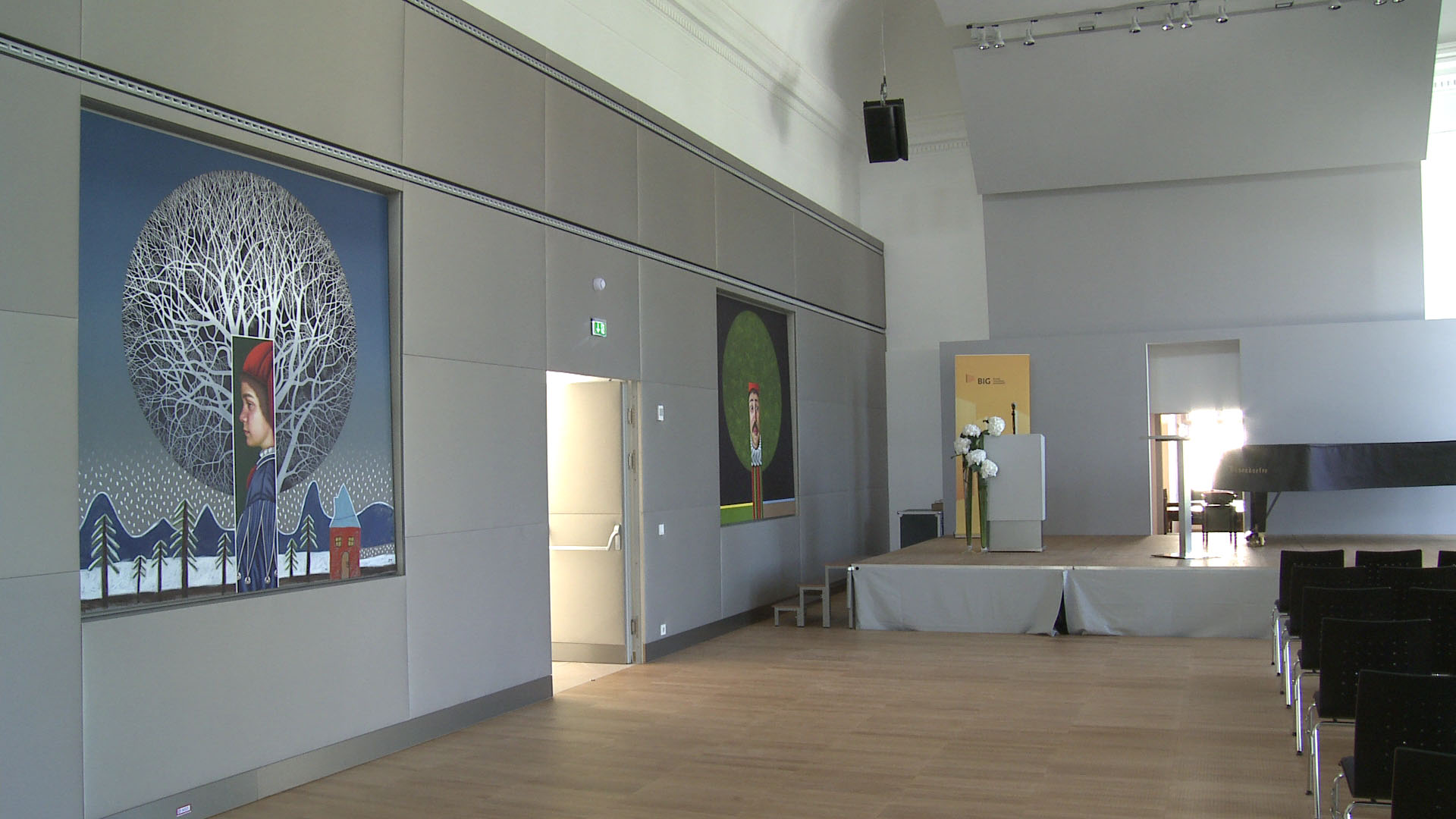
Zwei Bilder von Bramer im Festsaal des Francisco Josephinum in Wieselburg-Land

Im Mittelpunkt seiner poetisch anmutenden, von einer tiefen Liebe zur Natur und Schönheit geprägten Bilder, steht vor allem die Darstellung des „Kaspar“, der in der Tradition des Hofnarren der Fürstenhöfe steht.

Wie einst der Hofnarr seinem Fürsten, hält auch der Kaspar dem Betrachter einen Spiegel vor und sagt die Wahrheit, auch wenn sie unbequem ist. Damit schafft sich Bramer eine Möglichkeit, seine Ideen und Gedanken auf subtile Art zu vermitteln.

## Auszeichnungen
- 1966: Kulturpreis der Stadt Scheibbs
- 2007: Verleihung des Berufstitels Professor[1]
- 2013: Großes Ehrenzeichen für Verdienste um das Bundesland Niederösterreich
- 2022: Österreichische Ehrenkreuz für Wissenschaft und Kunst[2]